# Camponotus thysanopus
Camponotus thysanopus är en myrart som beskrevs av Wheeler 1937. Camponotus thysanopus ingår i släktet hästmyror, och familjen myror. Inga underarter finns listade.